# Sisymbrella aspera
Sisymbrella aspera é uma espécie de planta com flor pertencente à família Brassicaceae. 
A autoridade científica da espécie é (L.) Spach, tendo sido publicada em Histoire Naturelle des Végétaux. Phanérogames 6: 426. 1838.

## Portugal
Trata-se de uma espécie presente no território português, nomeadamente os seguintes táxones infraespecíficos:
- Sisymbrella aspera subsp. aspera - presente em Portugal Continental e no Arquipélago dos Açores. Em termos de naturalidade é nativa de Portugal Continental e introduzida no Portugal Continental. Não se encontra protegida por legislação portuguesa ou da Comunidade Europeia.